# Badaoshao Yizu Xiang
Badaoshao Yizu Xiang (kinesiska: 八道哨, 八道哨彝族乡) är en socken i Kina. Den ligger i provinsen Yunnan, i den sydvästra delen av landet, omkring 180 kilometer sydost om provinshuvudstaden Kunming. Antalet invånare är 31 345. Befolkningen består av 14 773 kvinnor och 16 572 män. Barn under 15 år utgör 26,0 %, vuxna 15-64 år 66 %, och äldre över 65 år 6,0 %.
Genomsnittlig årsnederbörd är 1 243 millimeter. Den regnigaste månaden är juni, med i genomsnitt 270 mm nederbörd, och den torraste är februari, med 15 mm nederbörd.